# روابط ایران و عربستان سعودی
روابط جمهوری اسلامی ایران و پادشاهی عربستان سعودی به‌دلیل جنگ یمن، تمایل برای رهبری جهان اسلام، سیاست‌های نفتی متضاد و چگونگی رابطه با ایالات متحده آمریکا و دیگر کشورهای غربی دارای تنش بوده است. در تاریخ ۱۹ اسفند ماه سال ۱۴۰۱ در پی دیدار علی شمخانی، دبیر وقت شورای عالی امنیت ملی ایران و همتای سعودی خود در چین، و گفتگوهای فشرده، روابط دیپلماتیک ایران و عربستان سعودی از سرگرفته شد. حسین امیر عبداللهیان، وزیر امور خارجه جمهوری اسلامی ایران در تاریخ ۱۴۰۲/۵/۲۷ در جده با محمد بن سلمان، ولیعهد و نخست‌وزیر عربستان سعودی دیدار کرد؛ این دیدار بالاترین درجه از ارتقای روابط بعد از ۸ سال قطع رابطه دو کشور شکل گرفت.
عربستان سعودی، یک پادشاهی مطلقه محافظه‌کار سنی است که در سال ۱۹۳۲ میلادی تأسیس شد و از ابتدا، روابط نزدیکی با ایالات متحده داشت. گرچه خاندان سعودی روابط نسبتاً مناسبی با حکومت دودمان پهلوی پیش از انقلاب ۱۳۵۷ داشت، اما حکومت ایران، پس از انقلاب ایران، به یک جمهوری اسلامی شیعه مذهب تغییر یافت که تحت نظر حاکمیت دینی و رهبر ایران است و مواضع ضد غربی و ضد آمریکایی (ضد امپریالیستی) دارد.
هر دو کشور از صادرکنندگان عمده نفت و گاز هستند و سیاست‌های متفاوتی در حوزه انرژی دارند. عربستان سعودی با منابع نفتی بیشتر و جمعیت کمتر نسبت به ایران، سیاست متعادل نگه داشتن قیمت جهانی نفت را دنبال می‌کند. در مقابل ایران با جمعیت بیشتر و تخریب شهرها و مسکن‌ها و ضرباتی که در پی هشت سال جنگ با عراق پدیدار شد و تحریم‌های خارجی همواره بر سیاست افزایش قیمت در کوتاه مدت متمرکز بوده است.
هر دو کشور مدعی صیانت و رهبری بر سایر کشورهای مسلمان خاورمیانه هستند که در این بین ایران به عنوان یک کشور شیعه مذهب و عربستان سعودی به عنوان یک کشور سنی مذهب اختلافات اعتقادی و سیاسی متعددی دارند که معمولاً منافع متضاد را برای یکدیگر ترسیم کرده است. حمایت عربستان از صدام حسین در جنگ ایران و عراق و حمایت ایران از حوثی‌ها در جنگ داخلی یمن نمونه‌ای از این اختلافات و درگیری‌ها است. در جنگ داخلی سوریه ایران با کمک‌های نظامی و مالی خود در کنار روسیه از حامیان دولت بشار اسد بود، در حالی که عربستان سعودی از نیروهای شورشی ضد دولت حمایت می‌کرد.

## مقایسهٔ دو کشور
|                   | ایران                  | عربستان سعودی              |
| ----------------- | ---------------------- | -------------------------- |
| پرچم              |                        |                            |
| نشان حکومتی       |                        |                            |
| جمعیت             | ۸۹٬۳۸۵٬۲۹۰(برآورد۲۰۲۴) | ۳۵٬۳۰۳٬۰۳۴(برآورد ۲۰۲۴)    |
| مساحت             | ۱٬۶۴۸٬۱۹۵ کیلومتر مربع | ۲٬۱۴۹٬۶۹۰ کیلومتر مربع     |
| تراکم جمعیت       | ۵۲ نفر در کیلومتر مربع | ۱۵ نفر در کیلومتر مربع     |
| پایتخت            | تهران                  | ریاض                       |
| نظام حکومتی       | جمهوری اسلامی          | پادشاهی مطلقه              |
| رهبر/پادشاه کنونی | سید علی حسینی خامنه‌ای  | سلمان بن عبدالعزیز آل سعود |
| زبان رسمی         | فارسی                  | عربی                       |
| دین رسمی          | اسلام شیعه             | اسلام سنی                  |

## نظرات
بن سلمان در مصاحبه ای با الشرق الاوسط در ۲ می ۲۰۱۷ گفت: «ما حکومت ایران را در زمان رفسنجانی چندین بار آزمودیم و معلوم شد که بازی درمیاورند. بعد از انقلاب۵۷ آیت الله روح‌الله خمینی توسعه طلبی را پیشه کرد و جهان خشمگین شد. سپس رئیس جمهور وقت (هاشمی رفسنجانی) را فرستادند تا اعتماد جهانیان را به‌دست آورند و اعتماد ما نیز را جلب کردند. به محض اینکه وضعشان بهتر شد یک فرد افراطی مثل احمدی‌نژاد را علم کردند تا همان‌طور که در سوریه و عراق شاهد بودیم روند توسعه طلبی را ادامه دهد. ولی مؤمن دوبار از یک سوراخ گزیده نمی‌شود و ما می‌دانیم که هدف اصلی رژیم ایران، رسیدن به قبله مسلمین است و منتظر نخواهیم بود که در عربستان جنگ برپا کنند، بلکه آن را به ایران می‌کشانیم.»

## دوره قاجار
از هنگامی که آل‌سعود در عربستان سعودی خارج از قلمرو خود، در نواحی مرکزی شبه‌جزیره عربستان (نجد) به پیشروی پرداخت و شروع به تصرف حجاز کرد، در ایران علیه آن‌ها موضع‌گیری شد. نخستین موضع‌گیری در فضای رسمی، پس از آن مطرح شد که آل‌سعود، در سپتامبر ۱۹۲۴ (شهریور ۱۳۰۳) طائف را تصرف کردند. شیخ محمدرضا شریعتمدار دامغانی، نماینده شاهرود در مجلس، وهابی‌ها را مردمانی خواند که «معتقد به هیچ دیانتی نیستند» و «با کلیه ادیان طرف هستند». پس از آن، پیوسته در مجلس و مطبوعات و از جانب دولت نسبت به اقدامات آل‌سعود و پیشرویهایشان اعلام انزجار و نگرانی می‌شد.
در ۵ شهریور ۱۳۰۴ رضاخان سردارسپه نخست‌وزیر وقت در مجلس شورای ملی حضور یافت و با ابراز نگرانی از اقدامات آل‌سعود از مجلس خواست کمیسیونی تشکیل دهد و وضعیت را بررسی کند تا دولت نیز در این زمینه اقداماتی بکند. یک هفته بعد، این کمیسیون با این اعضا تشکیل شد: شیخ فرج‌الله نهاوندی، عبدالعلی دیبا، محمد مصدق، ملا عبدالعزیز مفتی، حاج اسماعیل عراقی، میرزا حسن مستوفی‌الممالک و میرزا رضا قمی. در آذر آن سال که آل‌سعود مدینه را گرفتند، موج اعتراض عمومی در ایران برخاست و بازار به نشانه اعتراض تعطیل شد. با این حال، به سبب اوضاع پرتحول داخلی و وقایع منتهی به تغییر سلطنت، تمرکز بر اوضاع داخلی بود، نه از وعده وزارت امورخارجه در مورد فرستادن مأمورانی به حجاز برای بررسی وضعیت خبری شد و نه از اقدامات کمیسیون منتخب در مجلس گزارشی شد. با پایان عمر مجلس، این کمیسیون، خودبه‌خود منحل شد.

## دوره پهلوی اول (رضاشاه)
رضاشاه در شرایطی به سلطنت رسید که آل‌سعود بر عربستان مسلط می‌شد و آرامگاه‌های بقیع و مدینه و دیگر نقاط را به نام جلوگیری از شرک و انحراف، ویران می‌کرد. در پی تخریب آرامگاه‌های بقیع، بیش از دویست پیام ابراز همدلی با شیعیان ایران از سراسر جهان به مجلس شورای ملی مخابره شد. با بازگشایی مجلس شورای ملی در تابستان ۱۳۰۵ بار دیگر صدای اعتراض نمایندگان به وضعیت عربستان و درخواست از دولت برای اقدامی علیه آل‌سعود برخاست. سید احمد بهبهانی نماینده تهران از دولت خواست با همکاری ترکیه، مصر و افغانستان در عربستان وارد عمل شوند و حاکمیت حجاز را به دست شورائی متشکل از نمایندگان دولتها و ملتهای مسلمان بدهند. وی همچنین خواستار تشکیل کمیسیونی دوازده نفره در مجلس شد که با همکاری دولت و مشورت با روحانیون «در قضیه ظهور وهابیه در حجاز و تجاوزات مستقیم و غیرمستقیم آنها به مقدسات ملل اسلامی به‌خصوص ایران و تعیین تکلیف قطعی آتیه خطه مزبوره مطالعات لازمه نموده، نتیجه را به اسرع اوقات تقدیم مجلس شورای ملی بنماید و لدی‌الاقتضا با نمایندگان سیاسی ممالک اسلامی ترکیه افغانستان، مصر در این خصوص کنفرانس‌هایی برای تبادل نظر تشکیل بدهد».
بهبهانی طرح خود را برای تشکیل کمیسیون دوازده نفری در قالب طرحی دو فوریتی به مجلس داد که در دهم مهر ۱۳۰۵ به تصویب رسید. تنها نماینده‌ای که در مخالفت با این طرح سخن گفت، سید یعقوب انوار نماینده شیراز بود که استدلالش این بود که این طرح باعث خشم وهابی‌ها و شدت عمل آنان علیه شیعیان خواهد شد.
در دوازدهم اسفند ۱۳۰۵ جمعی از تجار کشور برای درخواست اقدام فوری در خصوص تخریب آرامگاه‌های بقیع نزد رئیس مجلس شورای ملی (حسین پیرنیا) رفتند. سپس عریضه‌ای به او دادند که چهار روز بعد در مجلس قرائت شد و در آن خواسته شده بود، «دولت و ملت ایران خاموش ننشسته و با مسلمین دنیا مذاکرات را ادامه دهند تا به وسایل ممکنه، موجبات بنای بقاع متبرکه سابقه را فراهم نمایند».
با استقرار حکومت آل‌سعود و گسترش حاکمیت این خاندان در شبه‌جزیره عربستان، دولت ایران مشروعیت این حکومت را به رسمیت شناخت و با آن رابطه دیپلماتیک برقرار کرد. مبنای این روابط، «عهدنامه مودت» بود که در دوم شهریور ۱۳۰۸ میان مخبرالسلطنه هدایت نخست‌وزیر ایران با شیخ عبدالله فضل و شیخ محمد عبدالرئوف فرستادگان پادشاه عربستان به تهران امضا شد. در این عهدنامه تأکید شده بود که «بین مملکت شاهنشاهی ایران و مملکت حجاز و نجد و ملحقات آن و بین اتباع دولتین صلح خلل‌ناپذیر و دوستی صمیمانه دائمی برقرار خواهدبود». حکومت سعودی در این عهدنامه تعهد داد که «نسبت به حجاج ایرانی از هر حیث مثل سایر حجاجی که به بیت‌الله‌الحرام می‌روند معامله و رفتار نموده و اجازه ندهند که نسبت به حجاج ایرانی در ادای مناسک حج و فرائض دینی آن‌ها هیچ‌گونه مشکلاتی ایجاد شود و نیز تعهد می‌نمایند که وسائل امنیت و آسایش و اطمینان آن‌ها را فراهم نمایند».
دولت ایران سپس در عربستان سعودی سفارت‌خانه تأسیس کرد و در سال ۱۳۱۴ به محمدعلی مقدم وزیرمختار ایران در آن کشور مأموریت داد برای بازسازی آرامگاه‌های امامان شیعه که چند سال پیش به دست وهابی‌ها تخریب شده بود، مذاکراتی با دولت سعودی بکند. مقدم به تهران گزارش داد که مسئولان سعودی در این زمینه قول مساعد داده‌اند با این حال هیچ اقدام عملی در این زمینه مشاهده نشد.

## دوره پهلوی دوم (محمدرضا شاه)
در سال ۱۳۲۰ به‌علت اشغال ایران در جنگ جهانی دوم و ناامنی راه‌ها، دولت ایران رفتن به حج را برای ایرانیان ممنوع اعلام کرد. با این وجود برخی از مردم به‌طور پنهانی در حج حضور داشتند. در سال ۱۳۲۲ ماجرایی روی داد که منجر به قطع رابطه سیاسی بین دو کشور ایران و عربستان شد و آن اعدام یکی از حجاج ایرانی به نام ابوطالب افخمی اردکانی در ملأ عام بود.
این زائر که به علت بدی مزاج در کعبه دچار استفراغ شده بود، به دست شرطه‌های امر به معروف عربستان دستگیر شد و در نهایت به جرم ملوث (آلوده) کردن خانه خدا و بدون توجه به دفاعیات و سخنانش سر بریده شد. جسد او را هم در حالی که سرش را بر عکس، به تنش دوخته بودند به خانواده‌اش تحویل دادند.
در پاسخ به اعتراض وزارت خارجه ایران، وزارت امور خارجه عربستان با استناد به کمک‌های این دولت به برخی ایرانیان در بین راه و همچنین قانونی‌خواندن حکم دادگاه این کشور نوشت: «اگر تفضل خداوندی و اقدامات احتیاط‌کارانه دولت عربی سعودی نبود، عده زیادی از حجاج ایرانی در نتیجه رفتار خجالت‌آوری که در خانه خدا می‌کنند، به قتل می‌رسیدند». همچنین وزارت خارجهٔ عربستان، عمل زائر ایرانی را محاربه با خدا و پیغمبر و فساد در زمین شمرد و با استناد به آیه‌ای از قرآن، حکم قتل وی را مشروع شمرد.
با پیگیری وزارت امورخارجهٔ ایران، سرانجام پادشاه عربستان سعودی برای محمدرضاشاه تلگراف عذرخواهی فرستاد. سال بعد مدتی پیش از آن‌که زائران راهی سفر حج شوند، عطاءالملک روحی نماینده جیرفت در مجلس شورای ملی به بی‌عملی دولت اعتراض کرد و با طرح سؤال، محمد ساعد نخست‌وزیر را به مجلس خواست و خواهان قطع رابطه ایران با عربستان سعودی شد:

«شما تصور می‌فرمایید اگر با این‌ها قطع روابط می‌کردید مهم‌ترین راه اقتصادی ما از بین می‌رفت؟ ببینید از چند سال به این طرف یک من خشکبار یا یک قالی از شما خریده‌اند؟ آیا با شما تجارت داشته‌اند که ترسیدید از این راه به اقتصادیات کشور ضرر وارد بیاید؟ از آن طرف ما از آن‌ها چه استفاده می‌کنیم؟ ترسیدید که منابع حیاتی ما خشک شود؟ اگر قطع روابط می‌کردید چه می‌شد؟ من هیچ نمی‌فهمم چه طور دولت در مقابل یک همچو عمل فجیعی ایستادگی نکرد و هیچ جواب نداد»؟

روحی همچنین خواستار شد، که از آن پس دولت کسی را به‌عنوان امیرالحجاج، مسئول همراهی با حجاج و رسیدگی به امور آنان کند. از آن پس رابطه ایران با عربستان سعودی قطع و سفر حج ممنوع شد اما عده‌ای به صورت قاچاق به حج می‌رفتند تا اینکه در سال ۱۳۲۷ در زمان نخست‌وزیری عبدالحسین هژیر رابطه با عربستان دوباره برقرار شد.
با از سرگیری رابطه دو کشور، اعزام حجاج سامان‌دهی شد و هر ساله یکی از مقامات به عنوان امیرالحاج سرپرستی حجاج را به فرمان شاه به عهده می‌گرفت. دولت ایران تلاش زیادی کرد مسئولان سعودی را وادار به بازسازی آرامگاه‌های امامان شیعه در گورستان بقیع مدینه بکند. سرانجام در سال ۱۳۳۰ با پیگیری وزارت امور خارجه ایران، دولت سعودی به امیر مدینه دستور داد دیوار قبور ائمه را بازسازی و سایه‌بانی در این محل احداث کند و یک مهندس ایرانی را در این کار شرکت دهد. دولت ایران احداث دیوار و سایه‌بان را کافی ندانست و همچنان به پیگیری برای بازسازی آرامگاه‌های بقیع ادامه داد.
گفته می‌شود که پیش از وقوع انقلاب ۱۳۵۷ ایران، روابط ایران و عربستان سعودی تا حدودی در چارچوبی که ایالات متحده آمریکا برای آنها تعریف کرده بود قرار داشت. پادشاه ایران و پادشاه عربستان در منطقه، هرکدام بخشی از مسئولیت‌های مبارزه با نفوذ اتحاد جماهیر شوروی در خاورمیانه را در زمان جنگ سرد برعهده داشتند. در این زمان در حالی‌که اختلاف‌نظرهای سیاسی بین دو کشور وجود نداشت، مناقشات مرزی و انرژی همواره در روابط دوجانبه حضور داشت.
براساس اسناد منتشر شده توسط سایت افشاگر ویکی‌لیکس، سلمان بن عبدالعزیز آل سعود، پادشاه کنونی عربستان سعودی، در سال ۲۰۰۷ میلادی و در دورانی که فرماندار ریاض بود، به سفیر آمریکا در عربستان می‌گوید که پادشاهی سعودی در دوران پهلوی دارای «روابط عالی» با ایران بود و ایران در دوران محمدرضاشاه پهلوی به مراتب دارای قدرت نظامی بیشتر و اقتصادی قوی‌تر از «ایرانِ امروز» بود.

### جدایی بحرین از ایران
یکی دیگر از مناقشات بین ایران و عربستان در دوره رضاشاه، مسئله بحرین بود. دولت ایران که در دوره قاجار و اوایل پهلوی تقریباً تبعیت بحرین از انگلستان را پذیرفته بود، سعی کرد آن را دوباره به ایران ضمیمه کند. به این منظور در سال ۱۳۳۶ مجلس شورای ملی، طرح الحاق بحرین به کشور به عنوان استان چهاردهم را تصویب کرد و ایران بر حاکمیت خود بر این جزیره تأکید کرد.
نخست‌وزیر وقت ایران منوچهر اقبال در جواب یکی از نمایندگان مجلس دربارهٔ شایعه استقلال بحرین گفت: «ما روابط سیاسی خود را با هر دولتی که سعی می‌کند پیمانی با بحرین ببندد تا ابد قطع خواهیم کرد. ما این‌گونه اقدامات را روشی خصمانه نسبت به خود شناخته و تجاوزی علیه حق حاکمیت خویش می‌دانیم و تا آخرین قطره خون خود با آن مبارزه خواهیم کرد.» اما این حرف‌ها بعداً در حد شعار باقی ماند و ارتباطات عربستان و بحرین با عقد قراردادهایی قوی تر هم شد.
وزیر امور خارجه ایران نسبت به این موضوع اعتراض کرد و آن را تجاوز به حقوق ایران و غیرمعتبر خواند؛ ولی هیچ‌گاه این اعتراضات و شعارها به قطع رابطه با عربستان منجر نشد.
همچنین در سال ۱۳۴۷ پادشاه عربستان از امیر بحرین به عنوان رئیس یک کشور استقبال کرد. محمدرضا شاه پهلوی در اعتراض به این استقبال، سفر خود را به عربستان سعودی لغو کرد؛ ولی این اعتراض به نتیجه نرسید و پس از طی مذاکراتی که به امضای موافقت‌نامه نیز انجامید، شاه ایران در آبان همان سال به‌طور رسمی از عربستان سعودی دیدن کرد.
به هر صورت دولت ایران پس از مدتی ادعای خود را راجع به مالکیت بحرین مسکوت گذاشت و شاه ایران در توجیه کار خود گفت: «اکثریت ساکنان آن جزیره عرب هستند و به زبان عربی سخن می‌گویند. به لحاظ اقتصادی مجمع‌الجزایر بحرین دیگر اهمیت ندارند؛ زیرا نفت آنجا تمام شده و صید مروارید نیز صرفه اقتصادی ندارد. از نظر اهمیت استراتژیکی و سوق الجیشی با وجود تسلط ایران بر تنگه هرمز، آن جزایر ارزشی ندارند. از جهت امنیتی هم حفظ آن سرزمین پرهزینه و مستلزم استقرار یکی دو لشکر در آنجاست.»
پس از مدتی نماینده ایران در سازمان ملل متحد نیز بر گزارش سازمان ملل متحد مبنی بر استقلال بحرین صحه گذاشت و از آن حمایت کرد و بحرین به‌طور رسمی از قیمومت بریتانیا خارج شد.

## انقلاب ۱۳۵۷
پس از پیروزی انقلاب ۱۳۵۷ در ایران، شاه خالد با ارسال نامه‌ای به خمینی، ضمن تبریک به او، اظهار کرد که همبستگی اسلامی می‌تواند پایه‌گذار بهبود روابط دو کشور باشد. وی همچنین اظهار داشت که با تأسیس یک جمهوری اسلامی در ایران، دیگر هیچ مانعی در مقابل همکاری دو کشور وجود ندارد. مسئولان جمهوری اسلامی اما به‌طور پیوسته و علنی از حکومت عربستان انتقاد کرده و مشروعیت آن را زیر سؤال می‌بردند. خمینی، از مردم کشورهای عربی خواست تا علیه پادشاهان مورد حمایت آمریکا قیام کنند. این اقدام با واکنش کشورهای عربی به‌خصوص عربستان سعودی همراه بود و منجر به حمایت عربستان سعودی از عراق در جنگ با ایران شد.

## ماجرایعملیات طبس
پس از ناکامی دولت ایالات متحده آمریکا در اعمال فشار سیاسی و اقتصادی برای آزادی نیروهای آمریکایی در ماجرای گروگان‌گیری در سفارت ایالات متحده آمریکا، جیمی کارتر رئیس‌جمهور ایالات متحده آمریکا، دستور انجام عملیات نظامی آزادسازی گروگان‌های آمریکایی را صادر می‌کند. زبیگنیف برژینسکی بعدها در توضیح گوشه‌هایی از ابعاد این عملیات، به همکاری مصر و چند کشور دیگر اشاره می‌کند. او از ذکر نام سایر کشورها خودداری می‌کند، اما گمان می‌رود یکی از آن کشورها عربستان سعودی بوده است.

## نفوذ هوایی ایران به عربستان سعودی در سال ۱۳۶۳
در ۱۴ خرداد ۱۳۶۳، نیروی هوایی ایران با ۴ فروند هواپیمای اف ۴ به حریم هوایی عربستان سعودی نفوذ کرد و نیروی هوایی عربستان با دو فروند هواپیمای اف ۱۵ به آن پاسخ داد و موفق به سرنگونی دو هواپیما و خسارت به هواپیمای سوم شد. چهارمین جنگنده ایرانی موفق به بمباران یک مخزن آب در منطقه دمام شد.

## رسوایی انتقال مواد منفجره با کاروان حجاج
در ایام حج سال ۱۳۶۵ مأموران عربستان سعودی، محموله‌ای از مواد منفجره را در لوازم حجاج ایرانی کشف کردند. این رویداد باعث تنش جدی در روابط ایران و عربستان شد. بر اساس گفته‌های مقامات سیاسی ایران، به جز برخی از افراد نظامی، خود حجاج و حتی بسیاری از مقام‌های سیاسی از محتوای درون ساک‌ها و عملیات هیچ‌گونه اطلاعی نداشته‌اند. برخی معتقدند که این تلاش جمهوری اسلامی ایران برای انجام عملیات‌های تروریستی در خاک عربستان، زمینه‌ساز جدی گرفتن تهدید از سوی ایران و رویداد حج ۱۳۶۶ شد.

## کشتار حاجیان ایرانی در سال ۱۳۶۶
در سال ۱۳۶۶ در موسم حج زائران ایرانی در مکه مکرمه تظاهراتی براه انداختند که در آن در مورد آزادی فلسطین، رد سیاست آمریکا و اعتراض به موضع عربستان در حمایت از عراق در جنگ ایران و عراق، دست به اعتراض زدند که حمله نیروهای عربستان به آنها منجر به کشته شدن ۴۰۲ نفر شد.
در پی کشتار حاجیان ایرانی، تعدادی از معترضان به سفارت عربستان در تهران و کنسولگری این کشور در مشهد حمله کردند و مساعد الغامدی دیپلمات سعودی را کشتند و رضا عبدالمحسن النزهه، کنسول عربستان سعودی را بازداشت کردند که منجر به قطع رابطه شد.

این کشتار در سال ۱۳۶۶ شدیدترین ضربه را به روابط دوجانبه وارد کرد و وخیم‌ترین دوران بین دو کشور رقم خورد. به طوری که خمینی در یکی از سخنرانی‌هایش گفت:
حتی در صورتی که احتمال بخشش صدام وجود داشته باشد، هیچگاه نمی‌توان خیانت عربستان سعودی به اسلام را فراموش کرد.

## دوران ریاست جمهوری اکبر هاشمی رفسنجانی
بعد از کشتار حجاج ایرانی در عربستان، روابط تهران و ریاض قطع شده بود. با آغاز ریاست‌جمهوری هاشمی رفسنجانی، وی تلاش کرد روابط ایران و عربستان را اصلاح کند. در اجلاس سران کنفرانس اسلامی که در سنگال برگزار می‌شود، هاشمی و امیر عبدالله که در آن زمان ولیعهد عربستان بود، یکدیگر را می‌بینند. هاشمی در این باره می‌گوید: «آقای امیرعبدالله هم از طرف عربستان به آنجا آمده بود. من رئیس‌جمهور بودم و ایشان ولیعهد بود. طبیعتش این بودکه اگر ملاقاتی می‌شود، ایشان پیش من بیاید. کشور ما بزرگتر بود. وقتی بحث ملاقات شد، ایشان گفته بود که فلانی بیاید، گفتم: چه عیبی دارد؟ ما می‌رویم. دو کشور مسلمان که باهم این حرف‌ها را ندارند. این کار اولین تاثیرش را در نفس آنها گذاشت که ما آن‌گونه که فکر می‌کنند، مغرور نیستیم.»
دومین دیدار هاشمی و امیر عبدالله به اواخر دوران ریاست‌جمهوری وی بازمی‌گردد. هاشمی به همراه هیئت همراه عازم سفر به پاکستان برای شرکت در اجلاس سران کشورهای اسلامی می‌شود. در این سفر، وی با امیر عبدالله دیدار می‌کند و قرار می‌شود که بنا به دیدار قبلی، این بار امیر عبدالله به ملاقات هاشمی برود: «در اجلاس سران در پاکستان، قرارمان این شد که ایشان به اتاق ما بیاید. چون هر کدام از ما اتاقی داشتیم، در سنگال من رفته بودم و در اینجا بنا بود که او بیاید. من در مجلس نشسته بودم که دیدم یک دفعه آمدند و گفتند: امیر منتظر شماست. آقای ولایتی گفتند: قرارمان این بود که ایشان بیاید، الان چه کار کنیم؟ گفتم: برویم، ما نباید تکبر کنیم و اصل بر حرف زدن است. بلند شدیم و به طرف اتاقشان رفتیم، یکدفعه دیدیم که ملک عبدالله و همراهانش از اتاق به بیرون برای استقبال ما آمدند و گفتند: آماده‌ایم که به اتاق شما برویم. اصلاً یکدفعه زیرورو شدند؛ یعنی همان حالت تواضعی که نشان دادیم، ایشان را به آنجا آورد.».
هاشمی سفرهای متعددی به عربستان انجام داد و جایگاه خاصی نزد مقامات عربستانی پیدا کرده بود. این جایگاه به حدی بود که بعد از اتمام دوره ریاست‌جمهوری هاشمی و در ۲۰ خرداد ۱۳۷۸، از وی که سمت رئیس مجلس خبرگان رهبری و رئیس مجمع تشخیص مصلحت نظام را بر عهده داشت، به عنوان مهمان ویژه کنفرانس بین‌المللی گفتگوی اسلامی دعوت به عمل آمد تا در این کنفرانس شرکت کند. در این سفر ۱۰ روزه به هاشمی اجازه داده شد از منطقه فدک بازدید نماید.
دربارهٔ آغازگر رابطه ایران و عربستان، دو اظهارنظر متفاوت وجود دارد. البته هر دو اظهارنظر از دل یک خانواده بیرون آمده است. عفت مرعشی همسر هاشمی رفسنجانی معتقد است که او احیاگر روابط ایران و عربستان است. هاشمی نیز خود را آغازگر رابطه ایران و عربستان معرفی می‌کند. عفت مرعشی می‌گوید که «بعد از جریان کشتار حجاج ایرانی در سال ۶۶، به تنهایی به عربستان سفر کردم. در این سفر، خانم ملک عبدالله میهمانی داد و یک عده را دعوت کرد و جلسه گذاشت. آنها از من خواستند که میهمانی را بپذیرم و من هم پذیرفتم. وقتی پذیرفتم روابط برقرار شد».

## دوران ریاست جمهوری سید محمد خاتمی
با روی کار آمدن سید محمد خاتمی و نظریه گفتگوی تمدن‌ها که اساس سیاست خارجی وی را تشکیل می‌داد، روابط دوجانبه، بیش از گذشته تقویت شد. این سال‌های نزدیکی روابط، بدون چالش همراه نبود، بمب‌گذاری برج‌های خبر که مظنون اولیه آن ایران عنوان شد و حمله به کنسولگری ایران در افغانستان که منجر به کشته‌شدن ۸ دیپلمات ایرانی شد، از جمله این اقدامات خرابکارانه است.
اما این بهبود روابط بعد سال ۲۰۰۳ میلادی تداوم نداشت. در این سال با حمله آمریکا به عراق، تنش در روابط دوجانبه ایجاد شد. با این حال از این دوران با عنوان دوران طلایی روابط دو کشور یاد می‌کنند. به طوری که در زمانی که احتمال حمله مستقیم آمریکا به ایران زیاد بود، عربستانی‌ها به دلیل حسن‌نیت خود، مقامات ایران را از جزئیات طرح حمله احتمالی باخبر کردند.

## دوران ریاست جمهوری محمود احمدی‌نژاد
با روی کار آمدن محمود احمدی‌نژاد به مرور تنش‌های دوجانبه افزایش یافت. در حالی‌که عربستان سعودی در زمان دولت نهم، ۴ بار میزبان رئیس‌جمهور ایران بود، وی در زمان دولت دهم تنها یک بار موفق شد به عربستان سفر کند (مرداد ۱۳۹۱) که این سفر نیز برای حضور در اجلاس مکه به منظور حل بحران سوریه انجام گرفته بود. احمدی‌نژاد همواره در سخنانش کشورهای عرب منطقه را در کشتار فلسطینیان مقصر می‌دانست و مردم این کشورها را علیه حکومت‌هایشان می‌شوراند. همچنین ریاض همواره نگران نفوذ ایران در دولت اول نوری مالکی بود. حمایت عربستان از گروه تروریستی جندالله، درگیری ۲۰۰۹–۲۰۱۰ یمن، متهم شدن ایران به اقدام برای ترور سفیر عربستان، نزاع داخلی لبنان (۲۰۰۸)، ترور دانشمندان هسته‌ای ایران، اعتراضات ۲۰۱۲–۲۰۱۱ در عربستان سعودی و در نهایت جنگ داخلی سوریه نمونه‌هایی از برخوردهای سیاسی و نظامی مستقیم و غیرمستقیم دو طرف در خلال سال‌های ۲۰۰۵ تا ۲۰۱۳ می‌باشد. در زمان درگذشت نایف بن عبدالعزیز، عده‌ای در مقابل سفارت عربستان در ایران، اقدام به توزیع شیرینی نمودند.
مهم‌ترین اختلافات به‌وجود آمده در طول ریاست جمهوری محمود احمدی‌نژاد که ریشه‌های ایدئولوژیکی و ژئوپولیتیکی دارند، عبارت‌اند از:
| رخداد           | دیدگاه حکومت ایران                                                            | دیدگاه حکومت عربستان سعودی                                                       |
| --------------- | ----------------------------------------------------------------------------- | -------------------------------------------------------------------------------- |
| جنگ داخلی سوریه | حامی بشار اسد در مقام رئیس‌جمهور سوریه                                         | مخالف حضور اسد در حکومت سوریه و حامی شورشیان                                     |
| خیزش بحرین      | حامی معترضان شیعه                                                             | عامل اصلی کمک به دولت بحرین و سرکوب شیعیان                                       |
| انقلاب مصر      | حامی برکناری حسنی مبارک- حامی محمد مرسی- مخالف حضور مجدد نظامیان در حکومت مصر | مخالف برکناری حسنی مبارک- حامی احمد شفیق- موافق حضور نظامیان بعد از برکناری مرسی |
| سیاست در عراق   | موافق نوری مالکی به عنوان نخست‌وزیر عراق                                       | مخالف نوری مالکی و حامی تجهیزاتی مخالفان وی                                      |

بر اساس اسناد منتشر شدهٔ ویکی‌لیکس، عبدالله بن عبدالعزیز، پادشاه وقت عربستان سعودی خواستار حملهٔ نظامی ایالات متحده آمریکا به ایران و متوقف کردن برنامه هسته‌ای ایران بوده است. او در آوریل ۲۰۰۸ به رایان کراکر، سفیر ایالات متحده در عراق و ژنرال دیوید پترائوس گفته بود «سر افعی را قطع کنید». عادل الجبیر، سفیر عربستان در واشینگتن، از توصیه‌های مکرّر ملک عبدالله به آمریکا دربارهٔ حملهٔ نظامی به ایران و متوقف‌کردن برنامه هسته‌ای این کشور یاد کرده است.

### متهم شدن ایران به اقدام جهت ترور سفیر عربستان در آمریکا
توطئه ترور عادل الجبیر، سفیر عربستان در خاک آمریکا، توسط سپاه قدس در ۱۹ مهر سال ۱۳۹۰ توسط اریک هولدر وزیر دادگستری آمریکا اعلام گردید. وزارت دادگستری ایالات متحده آمریکا در تاریخ ۱۱ اکتبر سال ۲۰۱۱، یک شهروند ایرانی-آمریکایی به نام منصور ارباب‌سیر را به‌عنوان متهم اصلی و یک شهروند دیگر ایرانی به نام علی غلام شکوری که افسر ارشد نیروی قدس سپاه پاسداران انقلاب اسلامی معرفی شده است را به ارتباط‌گیری، طراحی و پرداخت پول به کارتل لوس زتاس جهت ترور عادل الجبیر، سفیر ریاض در واشینگتن متهم کرده است. دولت ایران در نخستین واکنش، این اتهام را سناریوی تبلیغاتی آمریکا و اسرائیل دانست.

### اعدام ۱۸ ایرانی
بنابر اخبار خبرگزاری‌ها، عربستان ۱۸ ایرانی را در زندان دمام به جرم داشتنِ مواد مخدر گردن زده است.

## دوران ریاست جمهوری حسن روحانی

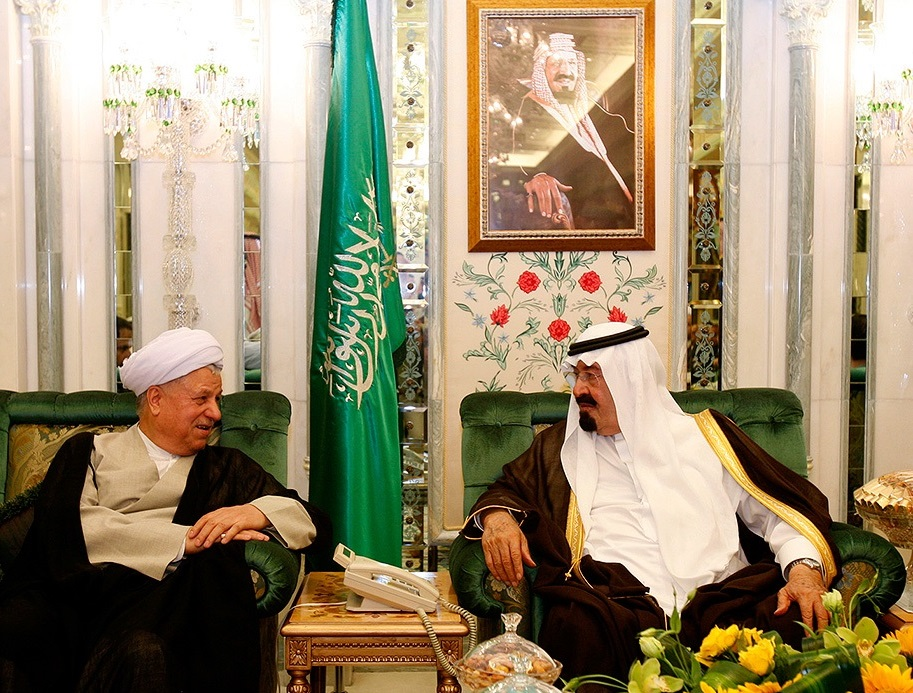
اکبر رفسنجانی و عبدالله بن عبدالعزیز در عربستان سعودی

### تبریک ملک عبدالله و موضع حسن روحانی
بعد از انتخاب حسن روحانی به عنوان رئیس یازدهمین دولت جمهوری اسلامی ایران، عبدالله بن عبدالعزیز، پادشاه وقت عربستان سعودی، از اولین رهبران سیاسی بود که انتخاب روحانی را تبریک گفت و برای وی آرزوی موفقیت کرد. روحانی نیز چند روز بعد این پیام را پاسخ گفت و ابراز امیدواری کرد ایران و عربستان با کمک یکدیگر بتوانند ثبات را به منطقه خاورمیانه بازگردانند. روحانی در نخستین نشست خبری‌اش که در ۲۷ خرداد ۱۳۹۲ انجام شد، عربستانی‌ها را برادر خود خواند و از روابط سیاسی با این کشور استقبال کرد.

### نارضایتی عربستان از احتمال نزدیکی و بهبود رابطه ایران و آمریکا
در روزهایی که مذاکرات «ژنو ۲» و «ژنو ۳» در حال پیگیری بود، برخی مقامات دولتی و افراد سرشناس عربستانی نارضایتی خود را از امضای این توافق‌نامه ابراز کردند. از جمله دلایل ناخرسندی عربستانی‌ها از نزدیکی ایران و آمریکا، نگرانی از گسترش نفوذ محور مقاومت در منطقه خاورمیانه در سایه سکوت آمریکا در زمان ایجاد رابطه با ایران بوده است. در همان زمان برخی رسانه‌ها از سنگ‌اندازی عربستان سعودی و اسرائیل در مسیر حصول توافق هسته‌ای ایران و غرب خبر دادند. بعد از حصول توافق هسته‌ای ژنو، عربستانی‌ها بعد از سکوتی چند روزه، پیام تبریکی محتاطانه در خصوص امضای چنین تفاهم‌نامه‌ای منتشر کردند.

### نقش عربستان در کاهش شدید قیمت نفت در بازار جهانی
در پی کاهش شدید قیمت نفت در ماه‌های انتهایی سال ۲۰۱۴ و اوایل سال ۲۰۱۵، دولت ایران و سایر کشورهای عضو اوپک که به دلیل افت شدید قیمت نفت، دچار کاهش بی‌سابقه درآمدهای نفتی شده بودند، عربستان را متهم کردند که با افزایش بی‌سابقهٔ تولیدات نفتی خود، در پی کاهش قیمت و ضربه به تولیدکنندگان نفتی است. پس از ماه‌ها عدم موضع‌گیری صریح دولت روحانی در این خصوص، وی در ژانویه ۲۰۱۵ (میلادی) عربستان سعودی و کویت را متهمان اصلی افت قیمت نفت عنوان کرد و این دو کشور را تهدید به متضرر شدن از این تصمیم خود کرد.

### منازعه در عراق، سوریه و یمن
با کمک‌های استراتژیک نظامی، سیاسی و دیپلماتیک ایران، که باعث پیروزی‌های ارتش اسد مقابل ارتش آزاد سوریه که مورد حمایت عربستان بود و در برابر و نفوذ بیشتر ایران در ارکان قدرت عراق و سوریه و از طرفی، اعتراضات ۲۰۱۴–۲۰۱۵ و تغییر حکومت یمن که با حمایت سنگین ایران انجام شد، سیاستمداران عربستانی را به مقابله با نفوذ ایرانی‌ها واداشت و موجب تیره‌تر شدن روابط ایران با عربستان سعودی شد. مقامات عربستانی تهدید کردند که برای مقابله با نفوذ ایران در منطقهٔ خاورمیانه و همچنین جلوگیری از توافق هسته‌ای میان ایران و آمریکا، تلاش خود را به کار می‌بندند.
در نهایت، با پیشروی‌های نیروهای انصارالله در یمن، عربستان سعودی و چند کشور عرب دیگر، اقدام به مداخله نظامی در این کشور نمودند. این اقدام عربستان و متحدان آن، با واکنش تند وزارت امور خارجهٔ ایران روبرو شد و آن را، دخالت در امور داخلی یمن عنوان کرد. محمدجواد ظریف که در حین مذاکرات لوزان بود، توقف فوری حملات عربستان به یمن را خواستار شد.

### تعرض پلیس فرودگاه جده به ۲ نوجوان ایرانی
در ۱۸ فروردین سال ۱۳۹۴، با تعرض مأموران بازرسی فرودگاه جده به دو نوجوان ۱۴ و ۱۵ ساله زائر ایرانی که قصد بازگشت به کشورشان را داشتند،
دو نوجوان ایرانی در شرایطی که به حج عمره مشرف شده بودند در بازگشت به ایران در فرودگاه جده به بهانه بازرسی بدنی از خانواده جدا می‌شوند. بهانه مأموران این بوده که احتمال دارد این دو نوجوان اشیائی با خود حمل می‌کنند و نیاز به بازرسی بدنی وجود دارد. مأموران این دو را به بخش بازرسی خواهران برده و به بهانه بازجویی بدنی هر دو نوجوان را برهنه کرده و خودشان نیز برهنه شده‌اند که با واکنش و مقاومت این دو نوجوان، تعرض به نتیجه نمی‌رسد.
تنش در روابط دوجانبه مجدد بالا گرفت. مجلس شورای اسلامی، طرح یک‌فوریتی لغو حج عمره ایرانیان را تا حصول اطمینان از امنیت زائران ایرانی، در دستور کار خود قرار داد و آیت‌الله مکارم شیرازی واکنش نشان داد و گفت: «آیا عمره که واجب نیست را باید برویم و زیر بار هر خفتی برویم؟» هاشمی رفسنجانی هم ماجرای جده را «رسوایی جدی برای نظام عربستان و دستگاه امنیتی این کشور» توصیف کرد. گروهی از معترضان ایرانی در روز شنبه ۲۲ فروردین در مقابل سفارت عربستان در تهران تجمع کردند و خواستار تعطیلی این سفارت‌خانه شدند. پنج‌شنبه شب هم شماری از مردم مشهد در شمال شرقی ایران، مقابل سرکنسولگری عربستان تجمع و به حمله این کشور به یمن و «توهین و بی‌حرمتی به زائران ایرانی» اعتراض کردند.

### لغو سفر عمره
پس از آن‌که حسن روحانی، دستور بررسی مسئله تجاوز دو مأمور عربستانی به دو نوجوان ایرانی را به علی جنتی داد، در ۲۴ فروردین سال ۱۳۹۴، علی جنتی، وزیر ارشاد ایران اعلام کرد پس از مطالعات و بررسی‌های انجام شده امروز به سازمان حج و زیارت دستور داده شد تا زمانی که این افراد مجرم (متجاوزان به دو نوجوان ایرانی در فرودگاه جده) محاکمه بشوند و مورد مجازات قرار بگیرند، فعلاً عمره متوقف می‌شود و پروازهای ایران تعلیق خواهد شد.

### وقایع حج در سال ۱۳۹۴

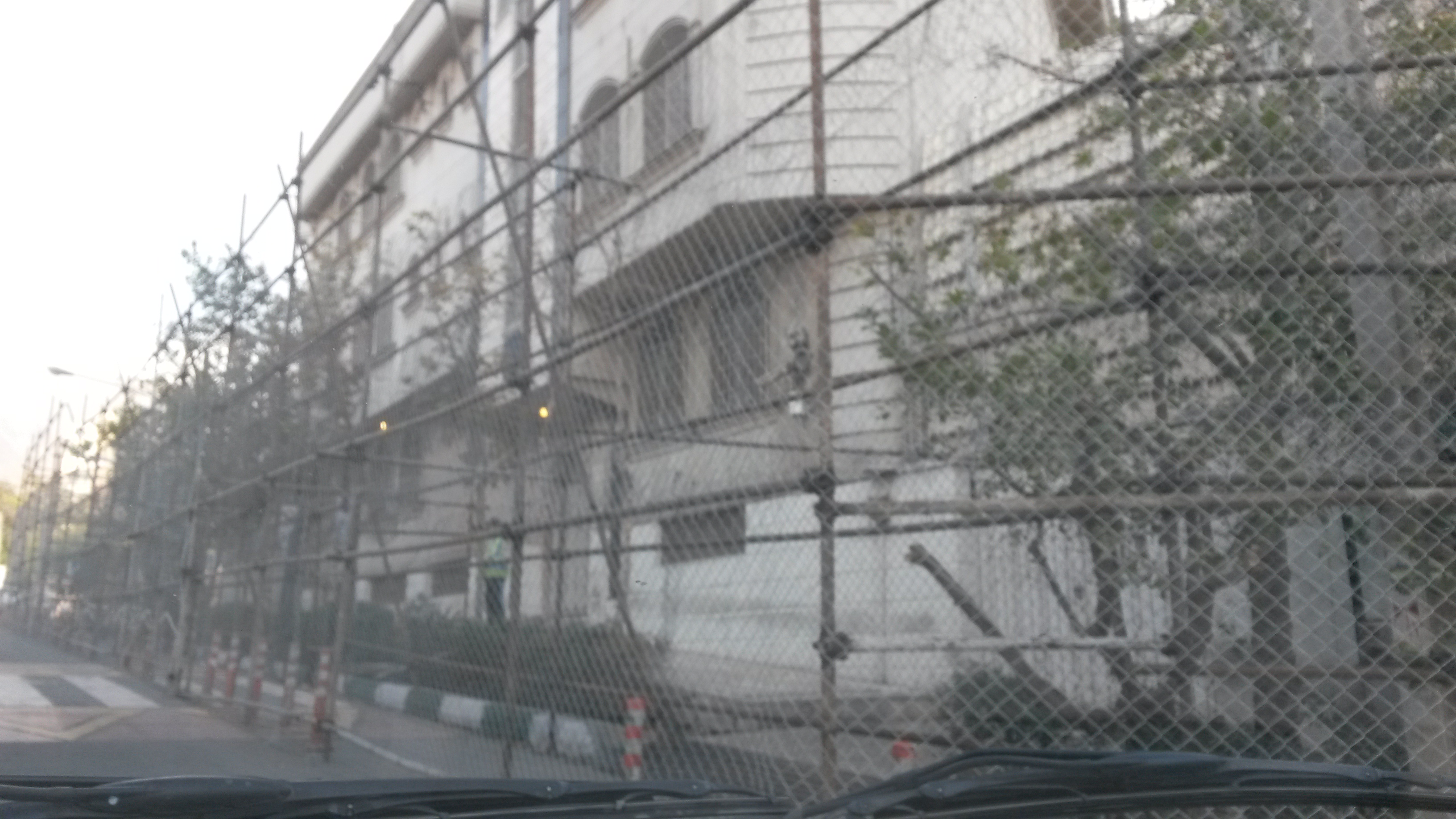
سفارت عربستان در تهران پس از فاجعه منا.

وقایع حج تمتع سال ۱۳۹۴، موجب تیرگی بیشتر روابط دو کشور شد. سقوط جرثقیل در مکه و همچنین فاجعه منا دو رویدادی بود که به خصومت دو کشور دامن زد. در خلال این دو حادثه که به کشته‌شدن صدها ایرانی منجر شد، ایران، مقامات عربستانی را مقصر اصلی خطاب کرد و خواهان عذرخواهی آن‌ها شد.

### حمله به سفارت در تهران
این حمله در شنبه ۱۲ دی سال ۱۳۹۴ بعد از اعدام شیخ نمر باقر النمر، روحانی مخالف دولت عربستان صورت گرفت. وزارت کشور عربستان گفته است وی در میان ۴۷ نفری است که به اتهام ارتکاب جرائم تروریستی اعدام شده‌اند.
حسین جابرانصاری، سخنگوی وزارت امور خارجه ایران اعدام شیخ نمر را «عمق بی‌تدبیری و بی‌مسئولیتی» عربستان دانست و گفت «دولت عربستان تاوان سختی بابت پیگیری این سیاست‌ها خواهد پرداخت»
پس از انتشار خبر اعدام وی در کشورهای عربستان، بحرین و ایران تظاهراتی علیه دولت عربستان انجام شد. معترضان در مشهد، پرچم عربستان را از ساختمان کنسولگری این کشور پایین کشیده‌اند. عده‌ای از معترضان مواد آتش‌زا به ساختمان کنسولگری عربستان پرتاب کرده‌اند. در تهران نیز از ساعت ۲۲ تجمعی در مقابل سفارت عربستان انجام شد که عده‌ای از تجمع‌کننده‌ها وارد ساختمان سفارت شدند، پرچم عربستان را پایین آوردند و سفارت را به آتش کشیدند. خبرگزاری‌های نزدیک به حکومت جمهوری اسلامی از حمله‌کنندگان به سفارت عربستان با نام «عده‌ای خودسر» یاد کردند.

### قطع شدن کامل روابط دیپلماتیک
عادل الجبیر وزیر امور خارجه دولت عربستان سعودی در تاریخ ۱۳ دی سال ۱۳۹۴ اعلام کرد که روابط دیپلماتیک خود با ایران را قطع کرده است و از هیئت دیپلماسی ایرانی خواست تا ظرف ۴۸ ساعت خاک این کشور را ترک کنند.
یک روز پس از اعلام قطع رابطه عربستان با ایران، عادل الجبیر، وزیر خارجه عربستان سعودی، در این باره توضیح داد که این قطع رابطه شامل پایان یافتن تمامی مناسبات تجاری و همچنین لغو پروازها بین دو کشور می‌شود اما مسئله سفر ایرانیان به مراسم حج را در بر نمی‌گیرد.

## دوران ریاست جمهوری سید ابراهیم رئیسی

### برقراری روابط پس از ۷ سال
در تاریخ ۱۹ اسفندماه سال ۱۴۰۱، بیانیه سه‌جانبه‌ای در پکن با امضای دریابان علی شمخانی دبیر شورای عالی امنیت ملی، مساعد بن محمد العیبان وزیر مشاور و عضو شورای وزیران و مشاور امنیت ملی عربستان سعودی و وانگ یی عضو دفتر سیاسی کمیته مرکزی حزب کمونیست و رئیس دفتر کمیسیون مرکزی امور خارجی حزب و عضو شورای دولتی جمهوری خلق چین صادر شد.
در متن این بیانیه سه‌جانبه آمده است: در پاسخ به ابتکار جناب شی جین پینگ رئیس جمهوری خلق چین و همچنین تمایل دو کشور به حل و فصل اختلافات از طریق گفت‌وگو و دیپلماسی بر اساس پیوندهای برادرانه و با تأکید بر پای‌بندی دو کشور به اصول و اهداف منشور سازمان ملل متحد و منشور سازمان همکاری اسلامی و اصول و رویه‌های بین‌المللی، هیئت‌های جمهوری اسلامی ایران و پادشاهی عربستان سعودی از تاریخ ۱۵ تا ۱۹ اسفندماه سال ۱۴۰۱ خورشیدی در پکن با یکدیگر دیدار و گفتگو کردند و دو کشور با تأکید بر احترام به حاکمیت و عدم دخالت در امور داخلی یکدیگر در زمینه اجرای موافقت‌نامه همکاری‌های امنیتی امضا شده در تاریخ ۱۳۸۰٫۱٫۲۸ خورشیدی و نیز موافقت‌نامه عمومی همکاری‌های اقتصادی، بازرگانی، سرمایه‌گذاری، فنی، علمی، فرهنگی، ورزشی و جوانان، امضا شده در تاریخ ۱۳۷۷٫۳٫۶ خورشیدی توافق کردند. همچنین دو کشور با سپاس و قدردانی از جمهوری عراق و سلطنت عمان به خاطر میزبانی گفت‌وگوهای انجام شده بین دوطرف در سال‌های ۱۴۰۰ تا ۱۴۰۱ خورشیدی و دولت جمهوری خلق چین برای میزبانی و حمایت از گفت‌وگوهای انجام شده در این کشور و تلاش برای به ثمر نشستن آن تشکر کردند. سلمان بن عبدالعزیز پادشاه عربستان در نامه‌ای به آیت‌الله سید ابراهیم رئیسی رئیس‌جمهور ایران ضمن استقبال از توافق دو کشور برادر، از ایشان برای سفر رسمی به ریاض دعوت کردند و خواهان تقویت همکاری‌های اقتصادی و منطقه‌ای شدند. رئیس‌جمهور ایران با استقبال از این دعوت، بر آمادگی ایران برای تقویت همکاری‌ها تأکید نمودند.»
.

### دیدار رسمی وزیران امور خارجه پس از ۷ سال

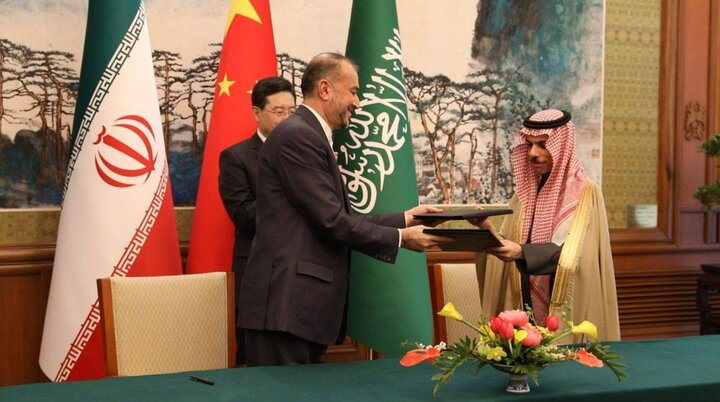
وزرای خارجه ایران و عربستان

حسین امیرعبداللهیان وزیر امور خارجه ایران که در روز ۱۷ فروردین ۱۴۰۲ در رأس هیأتی برای دیدار و گفت‌وگو با فیصل بن فرحان وزیر امور خارجه عربستان خود وارد پکن شد و بعد از آن با همتای سعودی اش دیدار و گفت‌وگو کرد.
دیدار وزرای خارجه ایران و عربستان، پس از توافق اخیر ایران و عربستان در روز ۱۹ اسفند ماه سال گذشته (۱۴۰۱) در پکن صورت می‌گیرد. طبق توافق‌ها مقرر شد حداکثر ظرف مدت دو ماه سفارتخانه‌ها و سرکنسولگری‌های دو کشور بازگشایی و وزیران امور خارجه دو کشور در دیدار با یکدیگر در این رابط رایزنی کنند.
وزیران امور خارجه جمهوری ایران و عربستان در این دیدار ضمن تأکید بر از سرگیری رسمی روابط دوجانبه، گام‌های اجرایی در مسیر بازگشایی سفارتخانه‌ها در تهران و ریاض و سرکنسولگری‌های دو کشور در مشهد و جده را مورد گفت‌وگو قرار داده و درمورد برخی از موضوعات روابط دوجانبه گفت و گو می‌کنند.

### بازگشایی سفارتخانه‌ها
در پی توافق‌های دو کشور ایران و عربستان برای از سرگیری روابط و تصمیم تهران و ریاض برای بازگشایی سفارت خانه‌های یکدیگر، هیئت فنی عربستان برای بازدید از سفارت خانه این کشور در تهران و کنسولگری آن در مشهد به تهران سفر کردند و بعد از آن هیئت فنی عربستان سفارت خانه خود در خیابان نیلوفر تهران بازدید کردند.
سخنگوی وزارت امور خارجه ایران در روز ۲۱ فروردین ۱۴۰۲ اعلام کرد که در مقابل هیئت ایرانی نیز به زودی عازم عربستان می‌شوند.
حسن زرنگار ابرقوئی رئیس هیئت اعزامی ایران برای بازگشایی نمایندگی‌های سیاسی ایران در عربستان روز چهارشنبه ۲۳ فروردین ۱۴۰۲ با ورود به ریاض، با عبدالمجید بن راشد السماری معاون وزیر امور خارجه در امور تشریفات، دیدار کرد و راهکارهای آسان کردن بازگشایی دفاتر نمایندگی جمهوری اسلامی ایران را مورد مذاکره قرار داد.
وزیر امور خارجه ایران و وزیر امور خارجه عربستان پنجشنبه شب در تماس تلفنی، روال کاری هیئت‌های فنی اعزامی دو کشور را مطلوب و سازنده ارزیابی و تأکید کردند فضا به سمت همکاری بیشتر پیش می‌رود.
در تماس تلفنی حسین امیرعبداللهیان و همتای سعودی اش، ضمن تبریک  عید سعید فطر، وزیر خارجه کشورمان دیدار اخیر وزرای خارجه ایران و عربستان و از غبیل تبادل هیئت‌های فنی ایران و عربستان را مطلوب ارزیابی نمود و ادامه داد: همکارانم در وزارت امور خارجه و تیم اعزامی به ریاض و جده تلاش می‌کنند در زمان مشخص و پیش از  ایام حج سفارتخانه و سرکنسولگری جمهوری اسلامی ایران در عربستان بازگشایی شود. وزیر امور خارجه ایران در ادامه گفت و گوی تلفنی اش  نتایج دیدار هیئت فنی اعزامی عربستان به تهران و مشهد را نیز پیروزمند ارزیابی کرد. فیصل بن فرحان وزیر امور خارجه عربستان اینگونه بیان کرد، عربستان تسهیلات لازم را برای حجاج ایرانی و بازگشایی سفارت و سرکنسولگری در ریاض و جده عرضه می‌کند.
وزیر خارجه عربستان نیز در این گفت وگوی تلفنی ضمن تبریک متقابل به مناسبت عید سعید فطر، ابراز امیدواری کرد. و وزیران امور خارجه دو کشور در سخنان پایانی خود اینگونه به رایزنی نمودند که بزودی در ریاض و تهران با یکدیگر دیدار نمایند.
مناسبات تهران و ریاض طبق آنچه در روزهای پیشین طرفین توافق نمودند، در حال پیشروی است؛ در این رابطه و روز گذشته ناصر کنعانی در نشست خبری هفتگی با خبرنگاران در این ارتباط تصریح نمود: «البته ۳ نمایندگی ایران در ریاض و جده به عنوان سفارت ایران در عربستان، سرکنسولگری ایران در جده و نمایندگی دائم ایران در سازمان همکاری اسلامی در جده در گام نخستین، فعالیت‌های خود را در عربستان شروع نمودند.»
سفارت و سرکنسولگری جمهوری اسلامی ایران در ریاض و جده عربستان و نمایندگی دائم ایران نزد سازمان همکاری اسلامی در ۱۶ و ۱۷ خرداد ۱۴۰۲ بازگشایی شد.

### واکنش‌های جدید بین‌المللی به توافقات ایران و عربستان
ریاض حسین پیرزاده وزیر حقوق بشر پاکستان در دیدار با سفیر ایران در اسلام‌آباد خصوص روابط تهران و ریاض اینگونه بیان کرد: نزدیکی ایران و عربستان گامی بلند به سمت صلح و ثبات در خلیج فارس خواهد بود و کل  جامعه مسلمانان را نیز در یک مسیر قرار می‌دهد.
 نعیم قاسم، معاون دبیرکل جنبش حزب‌الله لبنان؛ پس از توافقات ایران و عربستان، آن را گامی مهم در ثبات در منطقه و آن را اقدامی جسورانه و شجاعانه از جانب دو کشور دانست.
 محمد بن عبدالرحمن وزیر خارجه قطر طی گفتگوی تلفنی با فیصل بن فرحان و حسین امیر عبداللهیان همتایان سعودی و ایرانی خود در خصوص توافق مذکور رایزنی کرد. وی در این تماس‌های تلفنی تأکید کرد که قطر از توافق میان عربستان و ایران در خصوص ازسرگیری روابط دو جانبه میان آنها استقبال می‌کند.
 وزیر خارجه کویت با استقبال از این توافق گفت:کشور کویت از توافق میان عربستان و ایران حمایت می‌کند و امیدوار است که این توافق در نهایت به تقویت امنیت و ثبات منطقه‌ای و گسترش روابط دوستانه میان دو کشور بینجامد.
 وزیر خارجه چین گفت: مذاکرات و گفتگوی عربستان سعودی و ایران در پکن، پیروزی صلح است.
 وزارت خارجه بحرین با صدور بیانیه‌ای ضمن استقبال از توافق میان تهران و ریاض ابراز امیدواری کرد که این توافق یک گام مثبت در مسیر حل اختلافات و پایان دادن به درگیری‌های منطقه‌ای بر اساس گفتگو و راه کارهای دیپلماتیک به‌شمار رود.
 وزارت خارجه مصر با صدور بیانیه‌ای تأکید کرد که قاهره با توجه بالایی توافق اعلام شده میان تهران و ریاض را دنبال می‌کند و امیدوار است که امضای این توافقنامه به کاهش تنش‌ها در منطقه و محافظت از امنیت ملی کشورهای عربی و توسعه و ثبات در آنها بینجامد.
 وزارت خارجه عراق، توافق به دست آمده بین ایران و عربستان سعودی را آغازگر صفحه جدیدی از روابط دیپلماتیک میان دو کشور همسایه توصیف کرد.
 سلطنت عمان از این توافق استقبال کرد و وزارت خارجه عمان در بیانیه ای گفت:امیدواریم که این گام در تقویت امنیت و ثبات در منطقه و گسترش همکاری‌های مثبت و سازنده که به سود تمام ملت‌های منطقه و جهان است سهیم باشد.
 وزارت خارجه ترکیه از توافق ایران و عربستان سعودی برای احیای روابط دیپلماتیک استقبال کرد.

### سفر وزیر خارجه عربستان به ایران پس از ده سال
فیصل بن فرحان وزیر خارجه عربستان سعودی، روز شنبه ۲۷ خرداد ۱۴۰۲ در سفری رسمی وارد تهران شد. خبرنگار شبکه المیادین در تهران، با انتشار خبر ورود بن فرحان به تهران نوشت که وی برای دیدار با حسین امیر عبداللهیان همتای ایرانی، مستقیماً به مقر وزارت خارجه ایران می‌رود. شبکه العربیه نوشت که بن فرحان علاوه بر دیدار با همتای ایرانی با سید ابراهیم رئیسی رئیس‌جمهور ایران نیز گفت‌وگو خواهد کرد.

### سفر رئیس‌جمهور ایران به عربستان سعودی پس از ۱۱ سال
سید ابراهیم رئیسی رئیس‌جمهور در ۲۰ آبان ۱۴۰۲ جهت شرکت در نشست اضطراری سران کشورهای عضو سازمان همکاری اسلامی به ریاض پایتخت عربستان سعودی سفر کرد. رئیسی در جریان این سفر با محمد بن سلمان ولیعهد عربستان سعودی و جمعی از سران کشورهای حاضر دیدار و گفت و گو کرد. این سفر اولین حضور رئیس‌جمهور ایران در عربستان پس از ۱۱ سال است.

### تحولات ۱۴۰۳–۱۴۰۴ (۲۰۲۴–۲۰۲۵)
در پی توافق عادی‌سازی (اسفند ۱۴۰۱) روابط تهران و ریاض در دو سال گذشته از سطح سیاسی به عرصه‌های زیارتی، تجاری و حتی نظامی گسترش یافته است:
- در ۳ اردیبهشت ۱۴۰۳ (۲۲ آوریل ۲۰۲۴) نخستین گروه از زائران عمره مفرده ایران پس از وقفه‌ای ۹ساله رهسپار مدینه شد و عملیات اعزام تا ۱۳ اردیبهشت ادامه یافت.[۷۸] در مهر همان سال سازمان حج و زیارت از افزایش تعداد پروازهای روزانه عمره به چهار خبر داد.[۷۹]
- بر پایهٔ آمار گمرک جمهوری اسلامی ایران، حجم تجارت غیرنفتی دو کشور در سال ۱۴۰۳ با رشد کم‌سابقهٔ ۶٬۴۸۳٪ نسبت به سال پیش به ۲۵ میلیون دلار رسید و عربستان را به سریع‌ترین شریک تجاری نوظهور ایران در میان همسایگان بدل کرد.[۸۰]
- در ۲۸ فروردین ۱۴۰۴ (۱۷ آوریل ۲۰۲۵) وزیر دفاع عربستان، شاهزاده خالد بن سلمان، به دعوت ستاد کل نیروهای مسلح به تهران سفر کرد و با علی خامنه‌ای و مقامات ارشد نظامی دیدار داشت؛ این نخستین دیدار در این سطح از زمان قطع روابط در ۱۳۹۴ به‌شمار می‌رود.[۸۱]
- در ۳۰ اردیبهشت ۱۴۰۴ (۲۰ مهٔ ۲۰۲۵) شرکت هواپیمایی «هما» اعلام کرد برای نخستین بار پرواز مستقیم حج از فرودگاه بین‌المللی قشم به فرودگاه بین‌المللی طائف برقرار می‌شود؛ سه پرواز در ۶ خرداد و یک پرواز در ۷ خرداد انجام خواهد شد.[۸۲]
- در ۶ خرداد ۱۴۰۴ (۲۷ مهٔ ۲۰۲۵) نیروهای امنیتی عربستان روحانی ایرانی «غلام‌رضا قاسمیان» را در شهر مدینه به‌دلیل انتشار ویدئویی انتقادی از سیاست‌های اجتماعی این کشور بازداشت کردند؛ وزارت امور خارجه ایران اعلام کرد کنسولگری در جده سه بار با وی دیدار کرده و خواستار آزادی او شده است. یک روز بعد، محمدرضا عارف، معاون اول رئیس‌جمهور، تأکید کرد که «دیدگاه‌های شخصی افراد موضع رسمی دولت نیست» و از لزوم خویشتنداری برای حفظ روند بهبود روابط سخن گفت.[۸۳][۸۴][۸۵]
- در ۸ خرداد ۱۴۰۴ (۲۹ مهٔ ۲۰۲۵) سخنگوی شرکت هواپیمایی جمهوری اسلامی ایران اعلام کرد در «مرحلهٔ دوم» عملیات عمره، از ۲۸ شهریور ۱۴۰۳ تا ۱ اردیبهشت ۱۴۰۴، مجموعاً ۸۰۴ پرواز رفت‌وبرگشت بیش از ۲۰۳٬۰۰۰ زائر ایرانی را میان پانزده فرودگاه کشور و شهرهای جده و مدینه جابه‌جا کرده‌اند؛ در اوج عملیات تا هشت پرواز روزانه انجام می‌شد.[۸۶]

این تحولات نشان می‌دهد روند نزدیکی دو کشور با شتاب از حوزهٔ دیپلماتیک به همکاری‌های اقتصادی، زیارتی و امنیتی سرایت کرده است.

## نقش مذهب ایران در روابط
رجال سیاسی و مذهبی کشور عربستان، علت کدورت‌ها و کشمکش‌های سیاسی را، مذهب حاکم بر ایران می‌دانند:
عبدالرحمن السدیس:

جنگ ما با ایران فرقه است، جنگی بین سنی‌ها و شیعیان. جنگ ما با شیعیان جنگ بین ایمان و کفر است. ما با ایران و شیعه می‌جنگیم، چراکه آنها به ما اتهام وارد می‌کنند. ما باید از صلاح الدین الگو بگیریم که پیش از جنگ با مسیحیان و یهودیان با شیعیان جنگید. به خدا، جنگ ما فرقه ای است. فریب این تحلیلگران و نمایندگان رسانه‌ها را نخورید که می‌گویند این درگیری‌ها سیاسی است. نه! این جنگ، جنگی بین شیعه و سنی است. آنها به کشورهای ما حمله کردند. آنها به عراق، بحرین، سوریه و یمن هجوم بردند. اولویت ما اکنون مبارزه با شیعیان است، نه یهودیان. ای مسلمانان گوش فرا دهید، جنگ ما با ایران و شیعه است.
محمد بن سلمان آل سعود:
چگونه با (حکومتی) می‌توان به تفاهم رسید که دارای ایدوئولوژی افراط گرایانه ای است که در قانون اساسی این کشور و وصیت نامه خمینی نیز آمده است که باید بر مسلمانان جهان سیطره داشته باشند و به گسترش مذهب وِیژه خود یعنی جعفری دوازده امامی در همه بخش‌های جهان اسلامی اقدام کنند تا مهدی منتظر، ظهور کند. من چگونه آنها را قانع کنم. چه منافعی میان ما و آنها وجود دارد. چگونه با آنها تفاهم کنم؟